# Wilmar Cabrera
Wilmar Cabrera, vollständiger Name Wilmar Rubens Cabrera Sappa, (* 31. Juli 1959 in Cerrillos, Uruguay) ist ein ehemaliger uruguayischer Fußballspieler und derzeitiger -trainer.

## Spielerlaufbahn

### Verein
Cabrera, der aufgrund seiner körperlichen Erscheinung Toro (auf Deutsch: Stier) genannt wurde, begann seine sportliche Laufbahn auf Vereinsebene 1977 beim uruguayischen Verein Nacional Montevideo und gehörte dort zur legendären Rey de Copas, als er mit der Mannschaft 1980 sowohl den Landesmeistertitel als auch die Copa Libertadores und den Weltpokal gewann. Zudem gelang ihm 1981 mit Nacional der Finaleinzug bei der Copa Interamericana. Für die „Bolsos“ genannten Montevideaner spielte er bis 1983. Im Folgejahr stand er in Reihen des kolumbianischen Klubs Millonarios FC. Von 1984 bis 1986 schloss sich ein Engagement beim FC Valencia an. Von seinem Debüt in der Primera División beim 1:0-Auswärtssieg über den FC Elche am 1. September 1984 zu seinem letzten Ligaeinsatz am 30. März 1986 gegen den FC Sevilla bestritt er dort 54 Erstligapartien und traf 22-mal ins gegnerische Tor. Von 1986 bis 1987 traf er siebenmal bei 27 Einsätzen für den französischen Klub OGC Nizza und bestritt zwei Pokalpartien. In der Spielzeit 1987/88 absolvierte er zwischen seinem ersten Einsatz am 29. August 1987 und der letzten Spielbeteiligung am 8. Mai 1988 insgesamt 22 Erstligabegegnungen (zwei Tore) sowie zwei UEFA-Cup Partien (kein Tor) für Sporting Gijón. Anschließend wird er von 1988 bis 1989 als Spieler bei Deportivo Textil Mandiyú mit acht erzielten Treffern bei 35 Einsätzen geführt. Es folgte eine Karrierestation bei Necaxa. Bei den Mexikanern lief er in der Saison 1989/90 in 38 Spielen auf und traf achtmal ins gegnerische Tor. Teils wird er dann von 1990 bis 1991 erneut in Reihen von Deportivo Textil Mandiyú geführt. 1991 kehrte er wieder zu Nacional zurück. Von 1992 bis 1993 spielte er für Huracán Buceo und wurde dort 1993 mit zwölf Treffern Torschützenkönig der uruguayischen Liga. Weitere Karrierestationen waren 1994 die Rampla Juniors, 1995 River Plate Montevideo und 1997 Juventud aus Las Piedras.

### Nationalmannschaft
Der Mittelstürmer war Mitglied der Celeste, für die er zwischen dem 2. Juni 1983 und dem 16. Juni 1986 insgesamt 26 Länderspiele absolvierte und bei denen er sechsmal ins gegnerische Tor traf. 1983 war er am Gewinn der Südamerikameisterschaft beteiligt. Zudem nahm er an der Fußball-Weltmeisterschaft 1986 teil.

### Erfolge
- Copa América: 1983
- Weltpokal: 1980
- Copa Libertadores: 1980
- Uruguayischer Meister: 1980
- Torschützenkönig der Primera División Profesional de Uruguay: 1993

## Trainerlaufbahn
Cabrera ist nach Beendigung seiner aktiven Karriere als Trainer tätig. Er begann 1996 als Jugend-Koordinator bei River Plate Montevideo und wurde im gleichen Jahr zum Chef-Trainer befördert. Einer Anstellung bei Nacional Montevideo als Trainer der L.U.D.-Mannschaften von 1997 bis 1998 folgte erst im Jahr 2000 ein weiteres Traineramt bei El Tanque Sisleys erster Mannschaft. Von 2001 bis 2004 war er erneut bei Nacional als Jugendtrainer beschäftigt, bevor er 2005 ein Co-Trainer-Amt bei El Nacional in Ecuador antrat. Die dortige Stelle als Assistenz-Trainer Éver Hugo Almeidas gab er 2006 zugunsten eines Engagements als Chef-Trainer beim ecuadorianischen Hauptstadtklub Deportivo Quito auf. 2007 blieb er im Land, wechselte aber den Arbeitgeber und trainierte LDU Loja in verantwortlicher Position. 2008 kehrte er in die uruguayische Primera División zurück und betreute fortan den Cerro Largo FC. Seit mindestens Oktober 2010 war er Trainer bei CA Atenas de San Carlos.

## Sonstiges
Ende des Jahres 2015 wurde Cabrera aus Anlass seiner schwierigen persönlichen finanziellen Situation aufgrund seiner fußballerischen Verdienste eine Ehrenpension seitens des Staates zuerkannt.